# Bisdom Salt Lake City

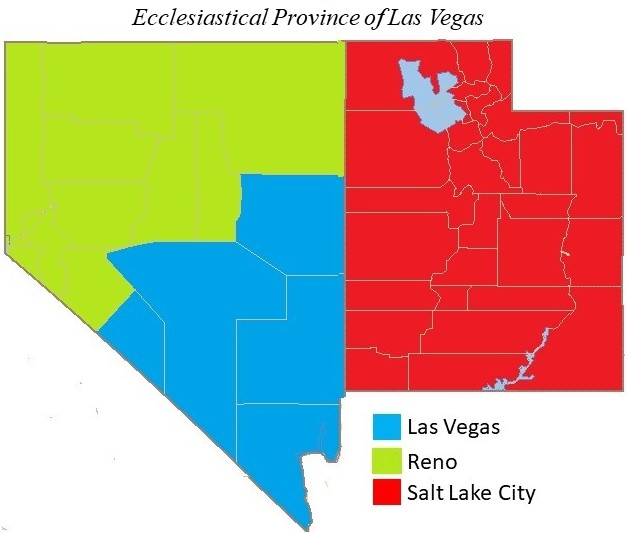
Het bisdom Salt Lake City (rood) binnen de kerkprovincie Las Vegas

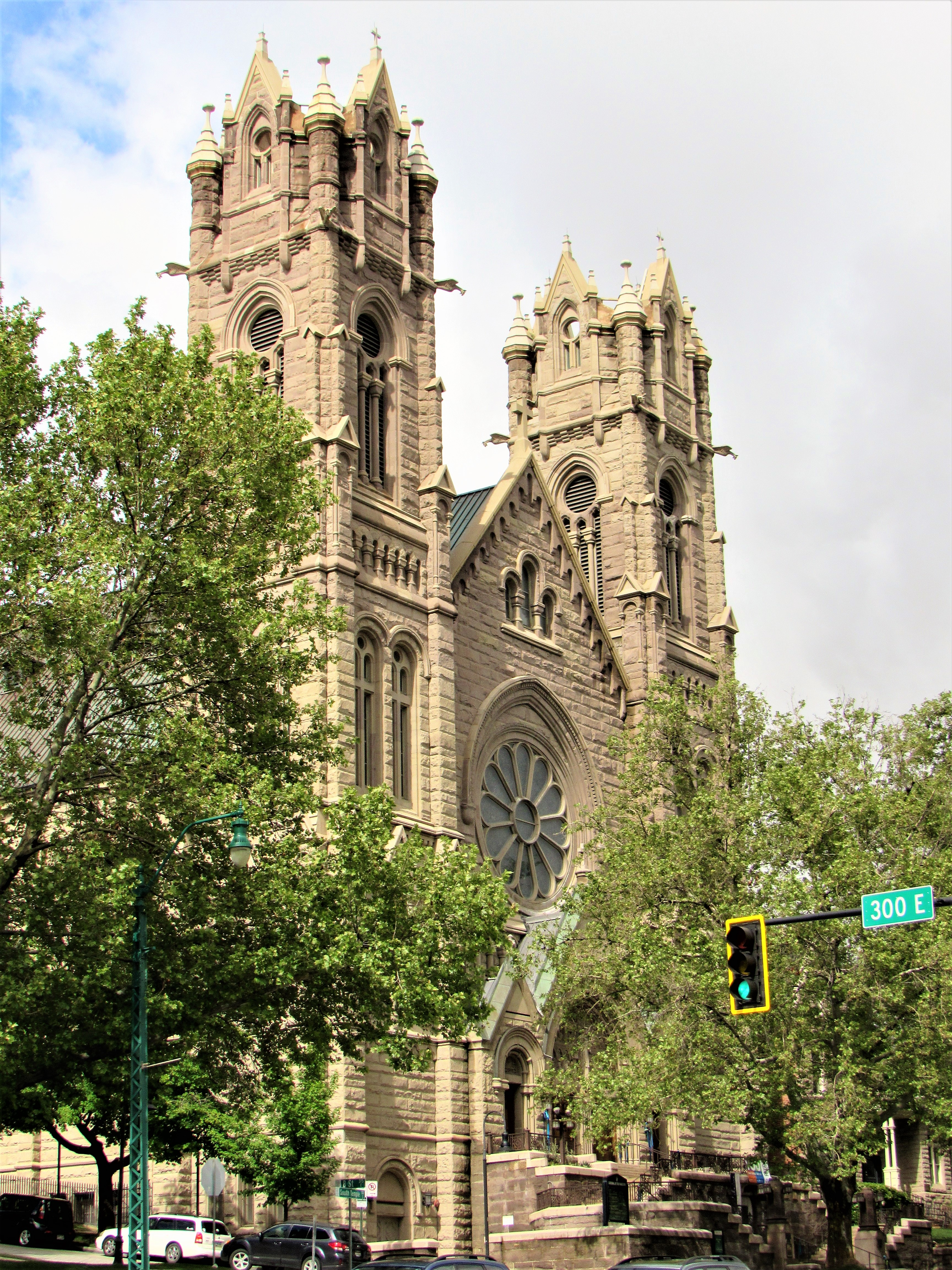
Maria Magdalenakathedraal (Cathedral of the Madeleine)

Het bisdom Salt Lake City (Latijn: Dioecesis Civitatis Lacus Salsi) is een rooms-katholiek bisdom met als zetel Salt Lake City. Het is een suffragaan bisdom van het aartsbisdom Las Vegas. Het bisdom werd opgericht in 1891.
In 2020 telde het bisdom 49 parochies. Het bisdom heeft een oppervlakte van 219.887 km2 en valt samen met de staat Utah. Het bisdom telde in 2020 3.205.958 inwoners waarvan 10% rooms-katholiek was. In het bisdom waren in 2021 17 katholieke scholen.

## Geschiedenis
Al in 1776 waren Spaanse franciscanen vanuit Mexico naar Utah gereisd, maar ze hadden er geen missieposten opgericht. Pas in 1871 werd de eerste katholieke kerk gebouwd in Utah door priester Patrick Walsh. In 1873 kwam priester Lawrence Scanlan aan in Utah en hij werd pastoor van deze Maria Magdalenakerk. De katholieken in Utah bestonden toen hoofdzakelijk uit militairen, mijnwerkers en spoorwegarbeiders. De katholieke bevolking groeide snel en in 1887 werd het apostolisch vicariaat van Utah opgericht met Scanlan als eerste bisschop. In 1890 werd de grond aangekocht waarop de Maria Magdalenakathedraal zou worden gebouwd en in 1899 werd de eerste steen gelegd. In 1891 werd het bisdom Salt Lake opgericht, dat toen nog delen van Nevada omvatte. Congregaties van vrouwelijke en mannelijke religieuzen werden aangetrokken en in 1947 werd een trappistenklooster geopend in Huntsville. In 1951 kreeg het bisdom zijn huidige naam.

## Bisschoppen
- Lawrence Scanlan (1887-1915)
- Joseph Sarsfield Glass, C.M. (1915-1926)
- John Joseph Mitty (1926-1932)
- James Edward Kearney (1932-1937)
- Duane Garrison Hunt (1937-1960)
- Joseph Lennox Federal (1960-1980)
- William Weigand (1980-1993)
- George Hugh Niederauer (1994-2005)
- John Charles Wester (2007-2015)
- Oscar Azarcon Solis (2017-)

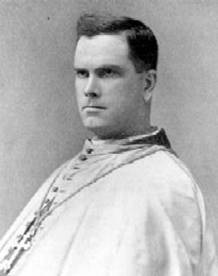
Lawrence Scanlan
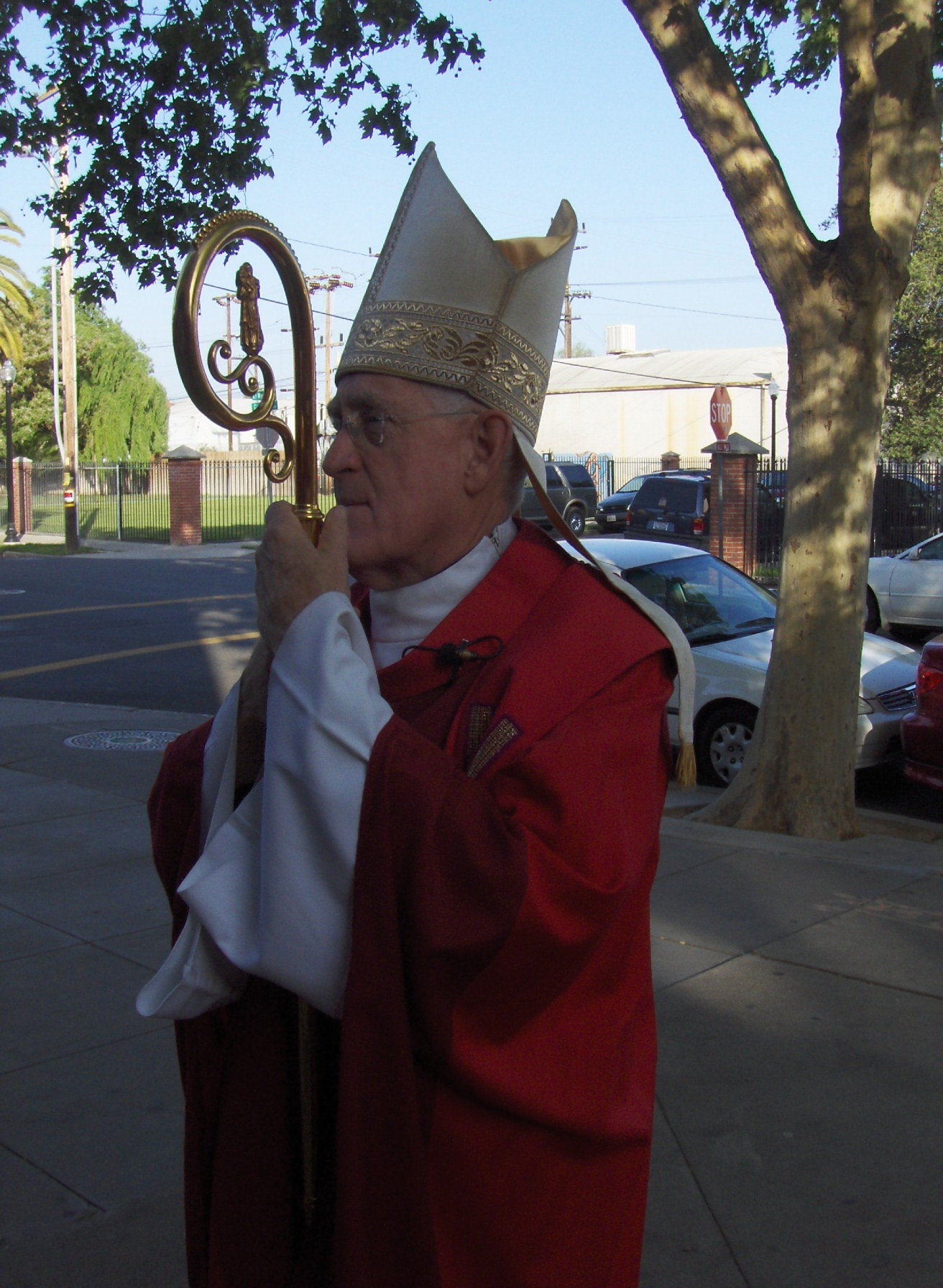
William Weigand
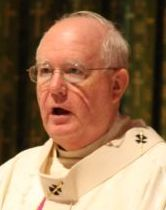
George Hugh Niederauer
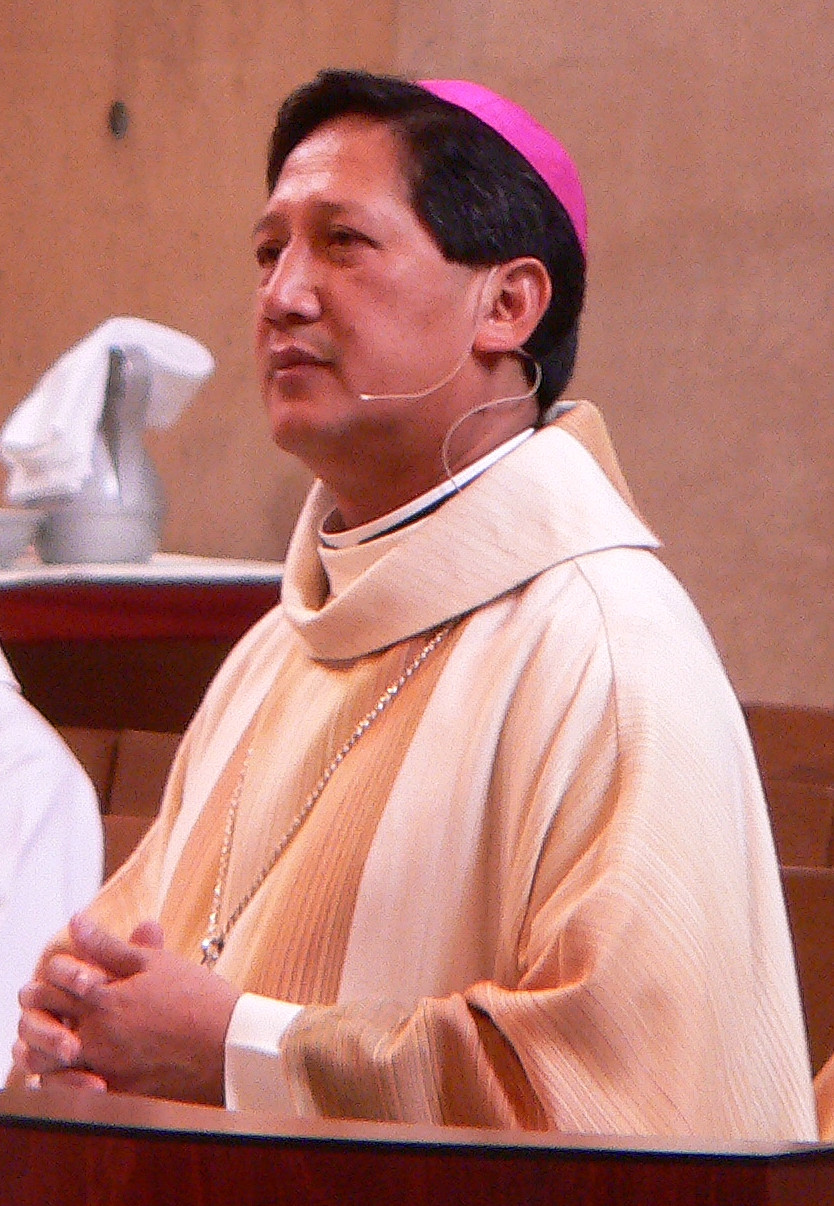
Oscar Azarcon Solis